# Tim Cook
Timothy Donald „Tim” Cook (ur. 1 listopada 1960 w Mobile) – dyrektor generalny Apple Inc.; w firmie od marca 1998. Został mianowany CEO, po rezygnacji Steve’a Jobsa 24 sierpnia 2011.

## Wykształcenie
W 1982 roku Cook ukończył naukę na Auburn University, zdobywając licencjat z inżynierii przemysłowej. Sześć lat później uzyskał stopień (MBA) w Szkole Biznesowej Foqua na Duke University.

## Kariera

### Przed Apple
Po zdobyciu licencjatu Cook został zatrudniony przez IBM, gdzie spędził 12 lat, osiągając stanowisko dyrektora na Amerykę Północną. Następnie spędził 6 miesięcy w firmie Compaq na stanowisku wiceprezesa ds. materiałów korporacyjnych. W 1998 został zatrudniony w Apple przez Steve’a Jobsa.

### Apple
W firmie Apple w 2002 roku został mianowany starszym wiceprezesem do spraw operacji światowych. Sytuacja w firmie była jednak bardzo słaba, nie było zbytu na produkty, które aktualnie tworzyło przedsiębiorstwo. Magazyny były zapełnione i występowały konflikty z dostawcami. Do września tego roku Cookowi udało się znacznie zmniejszyć ilość towaru zalegającego w magazynach, skrócił również czas produkcji komputerów oraz ograniczył liczbę dostawców, a także namówił ich do przeniesienia fabryk bliżej firmy. Dzięki tym zasługom Cook w styczniu 2007 roku awansował na stanowisko dyrektora do spraw operacyjnych (COO) w Apple. Od tego momentu odpowiedzialny był za globalną sieć sprzedaży.

### CEO
Tim Cook trzykrotnie przejmował obowiązki dyrektora generalnego (CEO). Pierwszy raz miało to miejsce w 2004 roku, kiedy Steve Jobs udał się na zwolnienie lekarskie po operacji nowotworu trzustki. Pięć lat później, w 2009 roku, gdy Jobs wracał do zdrowia po przeszczepie wątroby, Cook ponownie objął stanowisko CEO.
W styczniu 2011 Jobs ponownie miał poważne problemy zdrowotne, a Cook po raz trzeci przejął jego obowiązki. Zajmował się wówczas podejmowaniem drobnych i bieżących decyzji, wciąż zostawiając te najważniejsze i mające największe znaczenie dla Steve’a Jobsa.
24 sierpnia 2011 Jobs złożył rezygnację ze stanowiska CEO, wskazując na swojego następcę Tima Cooka.
Tim Cook zarobił w 2018 roku, jako CEO Apple, prawie 16 mln dolarów.

## Życie prywatne
30 października 2014 w artykule opublikowanym na stronie „Bloomberg Businessweek” wyznał, że jest gejem. Podkreślił, że „nie uważa się za aktywistę”, ale ma nadzieję, że jego coming out zainspiruje innych, dodając, że „osobiście zamierza walczyć o równość dla wszystkich ludzi”.